# Дарий Нгава
Дарий Нгава (индон. Darius Nggawa SVD, 1 мая 1929 года, Индонезия — 9 января 2008 год, Ларантука, Индонезия) — католический прелат, епископ Ларантуки с 23 февраля 1974 года по 6 июня 2004 года, член монашеской конгрегации вербистов.

## Биография
12 октября 1955 года Дарий Нгава был рукоположён в священника в монашеской конгрегации вербистов.
23 февраля 1974 года Римский папа Павел VI назначил Дария Нгаву епископом Ларантуки. 16 июня 1974 года состоялось рукоположение Дария Нгавы в епископа, которое совершил апостольский администратор Денпасара титулярный епископ Эгуги Антуан Хюберт Тейссен в сослужении с архиепископом Энде Доантом Джагомом и епископом Рутенга Виталисом Джебарусом.
16 июня 2004 года Дарий Нгава подал в отставку. Скончался 9 января 2008 года в городе Ларантука.